# Fabijan (priimek)
Fabijan je priimek v Sloveniji, ki ga je po podatkih Statističnega urada Republike Slovenije na dan 1. januarja 2010 uporabljalo 854 oseb in je med vsemi priimki po pogostosti uporabe uvrščen na 224. mesto.

## Znani nosilci priimka
- Janez Fabijan (1889—1967), teolog, profesor Teološke fakultete
- Matevž Fabijan (*1933), zborovodja
- Silvester Fabijan, rimskokatoliški duhovnik, teolog, novomeški stolni (kapiteljski) župnik